# Вулиця Чорнобаївська (Львів)
Ву́лиця Чорнобаївська — вулиця у Залізничному районі міста Львова, в місцевості Сигнівка. Сполучає вулиці Виговського, Гостомельську та Солом'янку.

## Історія
Вулиця прокладена на початку 1960-х років і 1962 року отримала назву Чуваська. Назва вулиці походила від найменування російського регіону — Чувашія. 1993 року до вулиці Чуваської приєднана вул. Ударна.
Вулиця Чуваська увійшла до переліку з 53-х вулиць Львівської МТГ, які під час процесу дерусифікації топоніміки було заплановано перейменувати. В онлайн-голосуванні, яке тривало з 8 по 21 червня 2022 року на сайті Львівської міської ради найбільшу кількість голосів одержав варіант Чорнобаївська, на честь села Чорнобаївка, де розташований Херсонський аеропорт. 30 червня 2022 року депутати Львівської міської ради підтримали пропозицію щодо перейменування вулиці Чуваської на вулицю Чорнобаївську.

## Забудова
Частина вулиці Чорнобаївської межує із Скнилівським парком. Забудова вулиці складається з приватних садиб. У 2011—2014 роках будівельною компанією «СБ Груп» збудовано два чотириповерхових житлових будинки — під № 24б та № 30а, раніше, у 2008 році, був зданий в експлуатацію семиповерховий житловий будинок під № 29, збудований на розі з вулицею Виговського. Під № 43б розташований приватний дитячий садок «Kingdom Kids».